# Овесле, Хорст
Хорст Овесле (нем. Horst Owesle; 14 ноября 1938 — 5 августа 1994) — немецкий мотогонщик, чемпион мира по шоссейно-кольцевым гонкам в классе мотоциклов с колясками 1971 года.

## Спортивная карьера
Хорст Овесле был не профессиональным пилотом, а гоночным инженером, принимавшим участие в разработке мотоцикла URS, инициированной двукратным чемпионом мира и мотоконструктором Гельмутом Фатом. В 1968 году Фат на URS выиграл чемпионат мира, в 1969-м — стал вице-чемпионом. В 1970-м он продал мотоцикл и сопутствующее оборудование бизнесмену Фридлу Мюнху. Мюнх предполагал, что Фат останется пилотом в его команде Münch, но Фат завершил карьеру, и Мюнх, к которому перешли все работавшие на URS инженеры, согласился с тем, что на первых порах в Гран-При примет участи непрофессионал — Овесле. Последний изредка стартовал в любительских гонках в Германии, но не имел ни малейшего опыта в гонках класса Гран-При. Тем не менее, в 1970 году Мюнх решился на авантюру, и Овесле был заявлен на Чемпионат мира в чемпионат на модифицированном мотоцикле, получившем наименование Münch-URS.
Мотоцикл действительно оказался конкурентоспособным, а Овесле очень неплохо показал себя как пилот, четырежды финишировав в очках, в том числе поднявшись на вторую ступеньку подиума на Гран-При Нидерландов. В конце года стало понятно, что команда Münch имеет перспективы на ближайшие сезоны; в качестве её менеджера был нанят Джон Бланчард.
В 1971 году Хорст Овесле относительно неожиданно выиграл чемпионат мира с напарниками Юлиусом Кремером и Питером Раттерфордом, оставив позади заводскую команду BMW, возглавляемую двукратным на тот момент чемпионом Германии, известным пилотом Зигфридом Шауцу. После этого Овесле вернулся к инженерной работе и больше никогда не стартовал в Гран-При на мировом уровне. А Фридл Мюнх посчитал содержание команды чрезмерно затратным и продал её в конце того же сезона.
Мотоциклы и двигатель URS без рамы впоследствии достались Джону Бланчарду. Тот сохранил их и продал в 1992 году коллекционеру Гельмуту Зингу, проведшим полную реставрацию. Münch-URS некоторое время находился у разных владельцев, а в 2010 году ушёл с молотка на аукционе Bonhams.

## Результаты выступлений в Чемпионате мира по шоссейно-кольцевым гонкам на мотоциклах с колясками
| Легенда к таблице |                                                 |
| --- | ----------------------------------------------- |
| В таблице перечислены результаты всех этапов чемпионата мира, в которых принимал участие гонщик либо пассажир. Строками таблицы являются сезоны, столбцами все гонки этапов чемпионата мира, напарник и мотоцикл. В клетках указаны сокращённое название этапа и результат, клетка дополнительно обозначена цветом. Расшифровка обозначений и цветов представлена в нижеследующей таблице. |                                                 |
| \| Пример \| Описание \| \| ------------ \| ----------------------------------------------- \| \| 1 \| Победитель \| \| 2 \| Второе место \| \| 3 \| Третье место \| \| \| Финишировал в очковой зоне \| \| \| Финишировал вне очковой зоны \| \| НКЛ \| Не классифицирован \| \| Сход \| Не финишировал \| \| НКВ \| Не прошёл квалификацию \| \| НПКВ \| Не прошёл предварительную квалификацию \| \| ДСК \| Дисквалифицирован \| \| ИСК \| Исключён из протокола соревнований \| \| НС \| Не стартовал в гонке \| \| Т \| Травмирован или болен \| \| ОТК \| Отказ от участия \| \| НТР \| Прибыл на соревнования, но на трассу не выезжал \| \| НПР \| Не прибыл к началу соревнований \| \| НД \| Недопущен до старта \| \| О \| Гонка отменена \| \| \| Не участвовал \| \| Поул-позиция \| \| \| Быстрый круг \| \| |                                                 |
| Пример | Описание                                        |
| 1 | Победитель                                      |
| 2 | Второе место                                    |
| 3 | Третье место                                    |
| | Финишировал в очковой зоне                      |
| | Финишировал вне очковой зоны                    |
| НКЛ | Не классифицирован                              |
| Сход | Не финишировал                                  |
| НКВ | Не прошёл квалификацию                          |
| НПКВ | Не прошёл предварительную квалификацию          |
| ДСК | Дисквалифицирован                               |
| ИСК | Исключён из протокола соревнований              |
| НС | Не стартовал в гонке                            |
| Т | Травмирован или болен                           |
| ОТК | Отказ от участия                                |
| НТР | Прибыл на соревнования, но на трассу не выезжал |
| НПР | Не прибыл к началу соревнований                 |
| НД | Недопущен до старта                             |
| О | Гонка отменена                                  |
| | Не участвовал                                   |
| Поул-позиция |                                                 |
| Быстрый круг |                                                 |

| Год  | Пассажир         | Мотоцикл  | 1     | 2        | 3        | 4     | 5        | 6     | 7     | 8     | Место | Очки    |
| ---- | ---------------- | --------- | ----- | -------- | -------- | ----- | -------- | ----- | ----- | ----- | ----- | ------- |
| 1970 | Юлиус Кремер     | Münch-URS | GER   | FRA Сход | MAN 5    | NED 2 | BEL Сход | CZE 4 | FIN   | ULS 4 | 7     | 34      |
| 1971 | Юлиус Кремер     | Münch-URS | AUT 5 | GER Сход | MAN Сход | FRA 1 | BEL 2    |       |       |       | 1     | 69 (75) |
| 1971 | Питер Раттерфорд | Münch-URS |       |          |          |       |          | CZE 2 | FIN 1 | ULS 1 | 1     | 69 (75) |

## Результаты выступлений на гонке Isle of Man TT[5]
| Год  | Класс            | Мотоцикл | Пассажир     | Позиция в классе |
| ---- | ---------------- | -------- | ------------ | ---------------- |
| 1970 | Sidecar 500cc TT | BMW      | Юлиус Кремер | 5                |
| 1971 | Sidecar 750cc TT | BMW      | Юлиус Кремер | Сход             |